# Palazzo Trucchi di Levaldigi
Palazzo Trucchi di Levaldigi è un edificio del centro storico di Torino.

## Storia
Palazzo Trucchi di Levaldigi è opera dell'architetto Amedeo di Castellamonte e venne costruito tra il 1673-1677 nell'angolo tra le attuali via Alfieri e via XX Settembre. Prende il nome dal suo committente Giovanni Battista Trucchi di Levaldigi: conte e generale delle finanze di Carlo Emanuele II nonché membro del Consiglio di stato tra il diciassettesimo e il diciottesimo secolo.

## Superstizioni e simbologie
Intorno a Palazzo Trucchi di Levaldigi ruotano una serie di superstizioni. L'edificio, oltre a essere considerato un luogo di mistero, si è anche guadagnato una pessima reputazione in quanto vi sarebbero avvenuti dei presunti omicidi.
Il batacchio dell'ingresso è considerato dalla tradizione una forma di beffa nei confronti di coloro che sparlavano del ministro, il quale avrebbe siglato un patto con il diavolo. Stando a una leggenda, il portone sarebbe comparso dal nulla dopo che un apprendista stregone avrebbe invocato le forze oscure e Satana. Questi, infastidito dall'invocazione, imprigionò il mago costringendolo a restare all'interno per l'eternità.
Prima di diventare la sede della Banca Nazionale del Lavoro torinese, Palazzo Trucchi ospitava la Real Fabbrica dei Tarocchi. In quegli anni era posizionato al numero civico 15, che nei tarocchi è associato al Demonio.
All'inizio dell'Ottocento, durante l’occupazione francese, il maggiore Melchiorre Du Perril entrò nel palazzo per consumare un pasto veloce, prima di partire con documenti segreti ed importanti. L'uomo, atteso fuori dal portone, non uscì mai dal Palazzo. Sembra che vent'anni dopo, durante i lavori di ristrutturazione del palazzo, alcuni operai, abbattendo un muro, trovarono uno scheletro imprigionato e sepolto in piedi.
Secondo la leggenda nel 1790, epoca in cui il Palazzo apparteneva a Marianna Carolina di Savoia, durante un'importante festa di carnevale, una delle danzatrici che si esibiva per intrattenere gli ospiti cadde a terra pugnalata mortalmente. Il colpevole non fu mai ritrovato né tanto meno l’arma del delitto. La notte stessa dell'omicidio si scatenò sulla città una tempesta di vento e pioggia con lampi accecanti, tuoni fortissimi e assordanti e vetri frantumati. Un vento freddo soffiò all'interno del Palazzo, si spensero tutte le luci e gli invitati fuggirono urlanti. Poco tempo dopo venne avvistato un fantasma che girovagava per le stanze del palazzo, quello della ballerina uccisa la notte della festa. Un'altra versione parla dell'apparizione, il giorno seguente all’omicidio, di un quadro raffigurante la ballerina danzare sulle fiamme dell'inferno.

## Il portone del diavolo

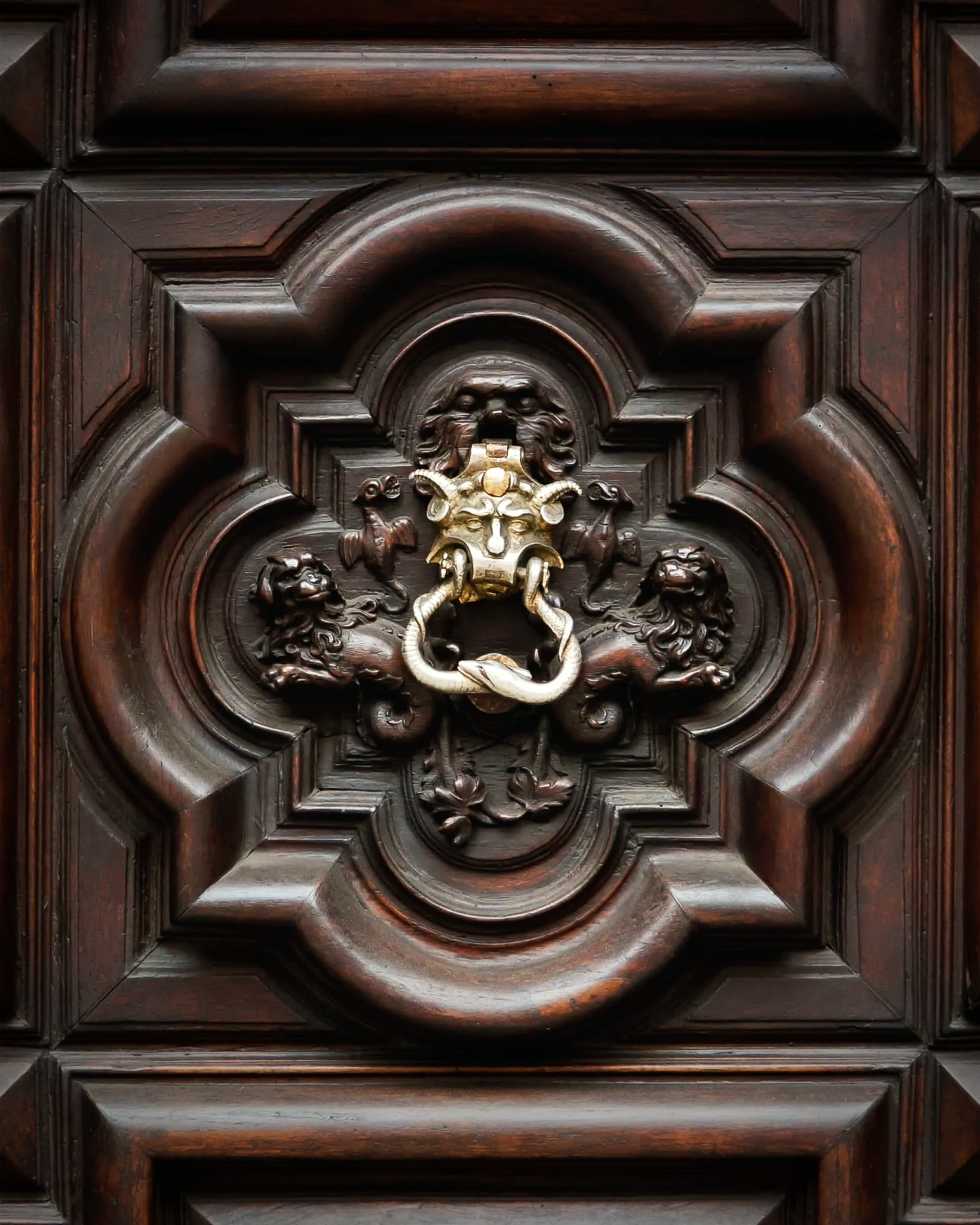
Primo piano della maniglia

L'edificio deve la sua notorietà soprattutto grazie al grande ed elaboratissimo portone d'ingresso ligneo, adornato con fiori, frutta, animali, amorini e altre simboli esoterici, commissionato a Parigi da Trucchi di Levaldigi nel 1673 e realizzato dall'artista Pietro Danesi nel 1675. Esso prende il nome di "portone del diavolo" a causa del suo batacchio, raffigurante la testa del demonio e decorato da due serpenti che si intrecciano. Il batacchio raffigura le malelingue di cui Trucchi Levaldigi si vantava di non temere.